# National Advisory Committee for Aeronautics
NACA (National Advisory Committee for Aeronautics) var en amerikansk myndighet som utförde aeronautisk forskning. Man utvecklade flera olika serier med vingprofiler som används än i dag. Verksamheten pågick mellan den 3 mars 1915 och den 1 oktober 1958 då forskningen fick en ny inriktning. NASA grundades den 29 juli 1958 som ett direkt svar på Sovjetunionens uppskjutning av satelliten Sputnik 1. Rymdkapplöpningen hade börjat.

## Forskningsanläggningar tillhörande NACA
- Langley Memorial Aeronautical Laboratory (Hampton, Virginia)
- Ames Aeronautical Laboratory (Moffett Field)
- Aircraft Engine Research Laboratory (Lewis Research Center)
- Muroc Flight Test Unit (Edwards Air Force Base)

## Lista över NACA ordförande
1. George P. Scriven (United States Army) (1915–1916)
2. William F. Durand (Stanford University) (1916–1918)
3. John R. Freeman (consultant) (1918–1919)
4. Charles Doolittle Walcott (Smithsonian Institution) (1920–1927)
5. Joseph Sweetman Ames (Johns Hopkins University) (1927–1939)
6. Vannevar Bush (Carnegie Institution) (1940–1941)
7. Jerome C. Hunsaker (Navy, MIT) (1941–1956)
8. James H. Doolittle (Shell Oil) (1957–1958)